# 梅里登鎮區 (明尼蘇達州斯蒂爾縣)
梅里登鎮區（英語：Meriden Township）是位於美國明尼蘇達州斯蒂爾縣的一個行政鎮區。

## 歷史
梅里登鎮區於1858年設立，得名自康乃狄克州的梅里登。

## 地方資料
梅里登鎮區的面積為93.58平方千米，當中陸地面積為93.40平方千米，而水域面積為0.18平方千米。根據2020年美國人口普查的數據，當地共有人口620人，而人口密度為每平方千米6.63人。